# Leonardo Ponzio
Leonardo Daniel Ponzio (Las Rosas, Santa Fé, 29 de Janeiro de 1982) é um ex-futebolista argentino que atuava como volante.

## Carreira internacional
Ponzio jogou pelas seleções nacionais sub-17 e sub-20, sendo convocado pela primeira vez para a seleção principal em 2003.
Antes disto, fez parte da equipe que venceu o Campeonato Mundial de Futebol Sub-20 de 2001.
Ficou bastante conhecido após um episódio inusitado em partida válida pela segunda divisão do campeonato argentino, em 2012, diante da equipe argentina Boca Unido, quando defendia a camisa do River Plate, em que o jogador sofreu uma hemorragia causada por uma crise de hemorroidas.
Leonardo Ponzio jogou 15 temporadas pelo River Plate. Ele é o jogador que mais títulos ganhou. Sua permanência foi entre 2007 e 2009, e 2011 e 2021. Ele alcançou a marca histórica de 17 títulos conquistados no clube.

## Títulos
Zaragoza
- Copa do Rei: 2003–04
- Supercopa da Espanha: 2004

River Plate
- Campeonato Argentino: Clausura 2008, Torneio Final 2014, 2021
- Primera B Nacional: 2011–12
- Copa Campeonato: 2014
- Copa Sul-Americana: 2014
- Recopa Sul-Americana: 2015, 2016 e 2019
- Copa Libertadores da América: 2015 e 2018
- Copa Suruga Bank: 2015
- Copa Argentina: 2015–16, 2016–17, 2018-19
- Supercopa Argentina: 2017 e 2019
- Trofeo de Campeones: 2021

Argentina
- Copa Mundial Sub-20 2001

### Prêmios Individuais
- Equipe Ideal da Copa Libertadores da América: 2015, 2018, 2019
- Melhor jogador da Recopa Sul-Americana: 2016
- Prêmio Konex de Platina: Melhor jogador da década na Argentina